# Эль-Хаммар
Эль-Хаммар (Хаммар, Хор-эль-Хаммар, араб. هور الحمّار‎) — солёное озеро, расположенное на юго-востоке Ирака, в бассейне нижнего течения Евфрата и долине Шатт-эль-Араба, к северо-западу от Басры. Длина 120 км, ширина до 20 км, площадь около 1950 км². В озеро впадает рукав Евфрата на западе, сток в Шатт-эль-Араб. Уровень воды в этом озере сезонно изменяется: максимальная глубина варьирует от 1,8 м зимой до 3 м в апреле — мае, во время паводка на Евфрате. Судоходно в южной части.
На северо-западном берегу озера расположен город Сук-эш-Шуюх.
Озеро окружено заболоченными землями, сильно заросло тростником. Рядом с Эль-Хаммар находятся центральные болота Ирака. Является частью Эль-Ахвар (Месопотамских болот). В 2016 году три археологических памятника и четыре заболоченных участка: Эль-Хавиза, Центральные болота, Восточные и Западные болота Эль-Хаммар — внесены в список объектов всемирного наследия ЮНЕСКО.
Образование озера связано с медленным погружением территории в районе Басры. По историческим данным конца V века образовалось в V веке, когда во время сильного наводнения на Евфрате были прорваны дамбы и низменность между городами Басра и Сук-эш-Шуюх оказалась затопленной.